# Solid Tube
Solid Tube ist eine österreichische Band.

## Geschichte
2008 schafften sie es als erste österreichische Band über die Plattform SellaBand 50 000 Dollar von ihren Fans, sogenannten Believern, zu sammeln und einen Plattenvertrag zu erhalten.
Das Album The Running Time hat es im September 2012 bis auf Platz 3 und im November 2012 auf Platz 1 der österreichischen iTunes-Charts geschafft.
2012 nahm die Band an der vom ORF produzierten Fernsehsendung Die große Chance teil, wo sie es im Finale unter die besten Drei schaffte.

## Diskografie

### Alben
- 2005: For God's Sake
- 2008: The Running Time
- 2014: ...Searching